# Valentín Kótik
Valentín «Valia» Aleksándrovich Kótik (en ruso: Валенти́н Алекса́ндрович Ко́тик; Jmeliovka, 11 de febrero de 1930 - Iziaslav, 17 de febrero de 1944) fue un miembro de la organización de pioneros y Héroe de la Unión Soviética, la persona más joven en recibir tan alta distinción, título que recibió por sus heroicas acciones como partisano durante la Segunda Guerra Mundial.

## Biografía

### Infancia
Valentín Kótik nació el 11 de febrero de 1930 en la pequeña localidad rural de Jmeliovka situada en el distrito (raión) de Shepetivka del óblast de Vínnitsa en la RSS de Ucrania (actualmente óblast de Jmelnitski en Ucrania), en el momento de su nacimiento su padre trabajaba como carpintero y su madre en una granja colectiva.

### Segunda Guerra Mundial
Cuando los alemanes invadieron Ucrania al comienzo de la Gran Guerra Patria, Kótik, que en ese momento tenía solo 11 años, decidió liberar a su ardilla mascota en un bosque cercano porque tenía miedo de que no pudiera alimentarla. Mientras estaba en el bosque, vio a cuatro militares que hablaban un idioma extranjero, rápidamente informó a algunos soldados del Ejército Rojo que se encontraban cerca y los condujo a la zona del bosque donde había visto a los militares sospechosos. Los soldados soviéticos abrieron fuego, y mataron a tres de los enemigos y capturaron al cuarto. Este incidente convenció al joven Kotik de que debía tomar parte activa en la guerra.
Su familia acogía a Iván Muzaliov, un antiguo cautivo de los alemanes, quien estaba ayudando a organizar un grupo de resistencia con el director de la planta maderera local. Fue él quien reclutó a Kótik, quien en ese momento solo tenía 11 años, en la organización partisana local. A partir de ese día, la vida de Kotik cambió radicalmente. Organizó a los niños locales para recolectar armas y municiones que encontraban abandonados en los campos de batalla, recogían folletos de propaganda lanzados por aviones soviéticos y los exponían en secreto en lugares públicos, además los enseñó a contar los tanques, vehículos y tropas enemigos que pasaban por el área. También dibujaba y pegaba caricaturas de nazis por todas partes.
Poco después, se enteró de que el jefe de la policía militar alemana de Shepetovka, el Oberleutnant Fritz Koenig, estaba de camino para interrogar a algunos partisanos capturados. Tres de los jóvenes partisanos montaron una emboscada en la carretera y arrojaron granadas a los vehículos alemanes según pasaban, luego huyeron al bosque. El vehículo que transportaba a Koenig perdió el control y el camión que lo seguía lo arrolló; se desconoce si Koenig murió o resultó herido. Los soldados alemanes saltaron del camión y rociaron el área con metralletas, pero para entonces, los jóvenes atacantes habían huido. El incidente provocó severas represalias alemanas y muchas personas inocentes fueron arrestadas y ejecutadas.
A partir de agosto de 1943, se desempeñó como explorador para el Destacamento Partisano de Shepetivka. En octubre, localizó el cable telefónico subterráneo que servía al cuartel general alemán local y lo cortó. El 29 de octubre, mientras estaba de guardia en el bosque, mató a un oficial alemán con una pistola y dio la alarma al darse cuenta de que los alemanes habían organizado una expedición para localizarlos y destruirles.
El 11 de febrero de 1944, el Ejército Rojo liberó Shepetivka, donde vivía y luchaba Kótik. En la madrugada del día 17, los partisanos atacaron a los alemanes en un ataque sorpresa en el pueblo de Iziaslav. Cuando ocuparon el almacén de municiones, Muzaliov, el jefe de su grupo de partisanos, ordenó al joven y a otros partisanos que se encargaran de protegerlo. En la furiosa batalla subsiguiente, Valia permaneció en su puesto y resultó herido de muerte. Fue enterrado en el jardín de la escuela donde había estudiado.
El 27 de junio de 1958, por decreto del Presídium del Sóviet Supremo de la URSS, «por su coraje y heroísmo en las batallas contra los invasores nazis» durante la Gran Guerra Patria el joven Valentín Kótik recibió póstumamente el título de Héroe de la Unión Soviética, convirtiéndose así en la persona más joven en recibir tan alto honor.

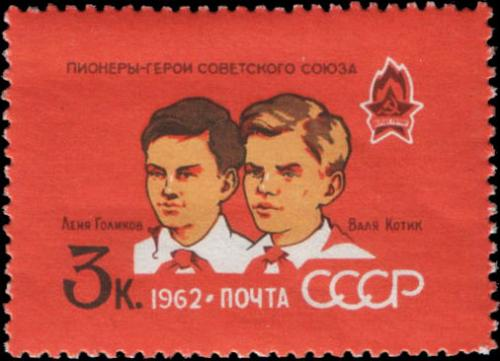
Sello de correos soviético de 1962 que muestra a dos de los pioneros-héroes de la Unión Soviética: Leonid Gólikov y Valentín Kótik

## Condecoraciones
|  | Héroe de la Unión Soviética (27 de junio de 1958)           |
|  | Orden de Lenin (27 de junio de 1958)                        |
|  | Orden de la Guerra Patria de 1.er grado (2 de mayo de 1945) |
|  | Medalla al Partisano de la Guerra Patria de 2.do grado      |